# Hoplitis bytinskii
Hoplitis bytinskii är en biart som först beskrevs av Mavromoustakis 1948.  Hoplitis bytinskii ingår i släktet gnagbin, och familjen buksamlarbin. Inga underarter finns listade i Catalogue of Life.